# Giro del Lazio 1968
Il Giro del Lazio 1968, trentaquattresima edizione della corsa, si svolse il 4 agosto 1968 su un percorso di 248,3 km. La vittoria fu appannaggio dell'italiano Giancarlo Polidori, che completò il percorso in 6h40'40", precedendo i connazionali Franco Bodrero e Adriano Durante.
Sul traguardo di Amatrice 34 ciclisti, su 74 partenti da Roma, portarono a termine la competizione.

## Ordine d'arrivo (Top 10)
| Pos. | Corridore          | Squadra        | Tempo    |
| ---- | ------------------ | -------------- | -------- |
| 1    | Giancarlo Polidori | Pepsi Cola     | 6h40'40" |
| 2    | Franco Bodrero     | Molteni        | s.t.     |
| 3    | Adriano Durante    | Max Meyer      | s.t.     |
| 4    | Claudio Michelotto | Max Meyer      | s.t.     |
| 5    | Alfio Poli         | Filotex        | s.t.     |
| 6    | Renato Laghi       | Germanvox-Wega | s.t.     |
| 7    | Dino Zandegù       | Salvarani      | a 10'23" |
| 8    | Marino Basso       | Molteni        | s.t.     |
| 9    | Michele Dancelli   | Pepsi Cola     | s.t.     |
| 10   | Flaviano Vicentini | Filotex        | s.t.     |